# José María Lemus López

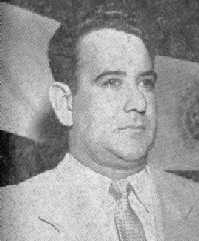
José María Lemus López

José María Lemus López (* 22. Juli 1911 in Puerto de la Unión; † 1. April 1993 in New York) war Oberstleutnant der FAES und vom 14. September 1956 bis zum 26. Oktober 1960 Präsident von El Salvador.

## Leben
Die Mutter José María Lemus López war Dominga López. Seine Schwester war Marta Lemus López. José María Lemus López war mit Coralia Párraga verheiratet und hatte vier Töchter: Elena, Maria Cristina, Ana Margarita und Carmen, sowie vier Söhne Jose Maria, Julio, Orlando und Rodrigo.
José María Lemus war von 1949 bis 1955 Innenminister im Regierungskabinett von Óscar Osorio Hernández. Bei den Präsidentschaftswahlen 1956 war er der einzige Kandidat und wurde gewählt. Lemus war Kandidat der Partido Revolucionario de Unificación Democrática. Seine durch die Verfassung von 1950 vorgesehene Amtszeit waren sechs Jahre. Er machte liberale Politik und erlaubte die Rückkehr von Staatsbürgern aus dem Exil und die Freilassung zahlreicher politischer Gefangener.

## Wirtschaft
Er ließ in Infrastruktur investieren. In seiner Amtszeit stammten 60–88 % der Exporterlöse aus dem Kaffee. Der Tageslohnes eines Knechtes überstieg 0,60 USD nicht. Ein Rückgang der Kaffeepreise reduzierte die Einnahmen des Staates aus dem Kaffeeexport, weshalb die Sozialpolitik seines Vorgängers nicht fortgesetzt wurde.
Ende der 1950er Jahre wurde die Partido Revolucionario de Abril y Mayo (PRAM) gegründet. Ihr Name bezog sich auf den Widerstand gegen die Diktatur von Maximiliano Hernández Martínez 1944. Bei Wahlen im Frühjahr 1960 errang sie die Mehrheit in San Salvador und fünf weiteren Städten. Die Weigerung der Regierung unter Lemus, einen Sieg einer oppositionellen Partei bei den Parlamentswahlen zuzulassen, ermutigte die Opposition. Im August 1960 verfügte Lemus den Ausnahmezustand und ließ die FAES in die Universidad de El Salvador eindringen. was zu seinem Sturz beitrug. José María Lemus López wurde nach seinem Sturz am 26. Oktober 1960 zu Verwandten nach Costa Rica ausgeflogen.
Später ging er nach New York ins Exil. Am 23. September 1992 fielen seine beiden American Pit Bull Terrier, Neftali Villegas an, töteten ihn und verletzten zwei weitere Personen. Lemus starb an Morbus Hodgkin.
Seine Reste wurden bei einem Staatsbegräbnis in La Unión eingegraben.

## Militärische Laufbahn
- 20. Oktober 1933 Beförderung zum Unteroffizier
- 29. September 1936 Beförderung zum Leutnant
- 29. März 1940 Beförderung zum Capitán
- 3. April 1945 Beförderung zum Capitán Mayor
- 5. April 1949 Beförderung zum Oberstleutnant

## Ehrungen
- 1957: Großkreuz des Verdienstordens der Italienischen Republik
- 1960: Sonderstufe des Großkreuzes der Bundesrepublik Deutschland